# قسم غرب كارون الريفي
قسم غرب كارون الريفي (بالفارسية: دهستان غرب کارون) هي قسم تقع في إيران في البلدة المركزية. يقدر عدد سكانها بـ 4,821 نسمة .